# Guglielmo Calderini

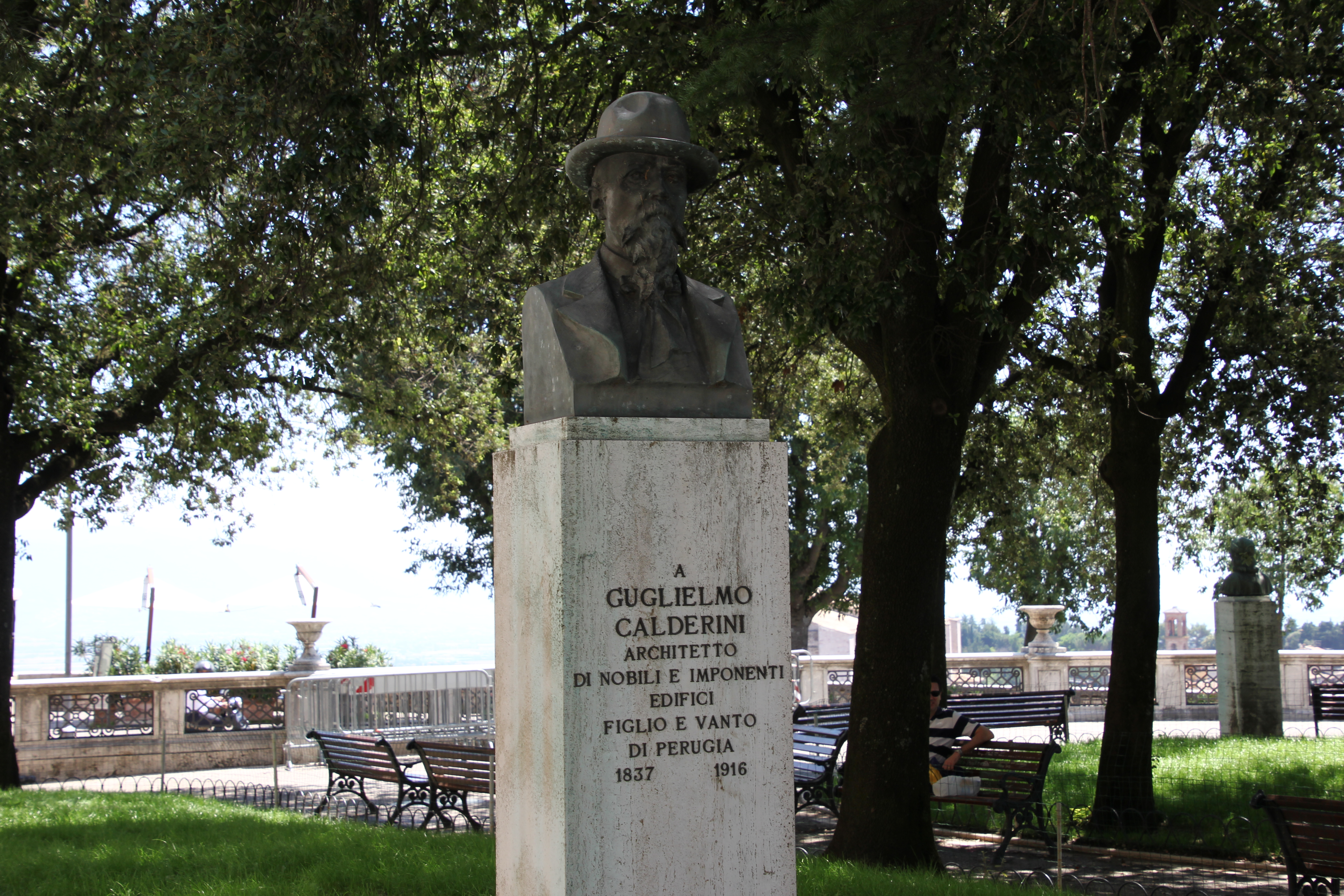
Busto di Guglielmo Calderini

Guglielmo Calderini (Perugia, 3 marzo 1837 – Roma, 12 febbraio 1916) è stato un architetto italiano.

## Biografia
Esponente dell'eclettismo accademico, fu docente all'Università di Perugia, all'Università di Pisa ed alla Scuola Superiore di Ingegneria di Roma. Lavorò lungamente anche come ingegnere del Genio civile oltre che come sovrintendente ai monumenti.
Fu docente di architettura presso l'Accademia di belle arti "Pietro Vannucci" di Perugia dal 1868 al 1882, poi negli atenei di Pisa e di Roma e presso la Scuola di applicazione per ingegneri in Roma.

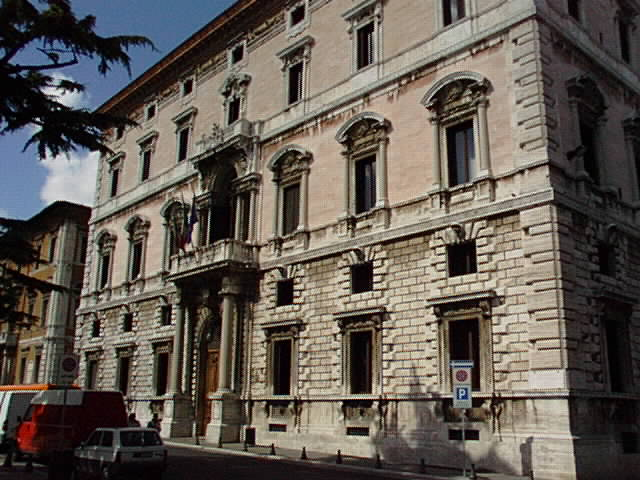
Palazzo Cesaroni, Perugia

Nel 1884 il suo progetto vinse il concorso per la realizzazione del Palazzo di Giustizia di Roma (il cosiddetto "Palazzaccio" in piazza Cavour), ove impiegò elementi tratti dall'architettura tardorinascimentale e barocca. La lunga e travagliata costruzione dell'imponente edificio (1888-1910), le polemiche sulla saldezza delle sue fondazioni e sul conseguente lievitamento dei costi di costruzione
furono all'origine di asperrime critiche e di un'inchiesta parlamentare nel 1912.
Sempre a Roma costruì il quadriportico antistante la basilica di San Paolo fuori le mura, ricostruita dopo l'incendio del 1823. Nella sua città natale edificò la chiesa di San Costanzo, Palazzo Bianchi e Palazzo Cesaroni, attuale sede del Consiglio regionale dell'Umbria, oltre all'imponente palazzo che porta il suo nome e costruito sul sito della demolita Rocca Paolina.
Tra le altre sue opere sono da ricordare la facciata del duomo di Savona e il Palazzo comunale di Messina. A Città di Castello Calderini progettò l'edificio delle Terme di Fontecchio.  Le esacerbanti critiche ricevute dal progettista perugino in riferimento alla realizzazione del Palazzo di Giustizia di Roma contribuirono a diffondere la leggenda metropolitana secondo la quale si sarebbe suicidato, quasi ottuagenario. Le cronache dell'epoca, invece, non hanno mai fatto registrare tale nota biografica.
Massone, nel 1881 fu tra i fondatori della Loggia Francesco Guardabassi di Perugia.

## Opere
(progetti principali)
- 1887-1910 Palazzo di Giustizia, Roma
- 1873-1876 Palazzo Bianchi, Perugia
- Palazzo Cesaroni, Perugia
- Quadriportico eretto davanti alla Basilica di San Paolo fuori le mura, Roma

## Archivio
Il fondo Guglielmo Calderini conservato presso l'Accademia di belle arti Pietro Vannucci di Perugia contiene disegni, corrispondenza, certificati e attestati relativi soprattutto alla sua nomina quale socio di istituti culturali e società culturali e di mutuo soccorso.